# Sambirejo (Tanjunganom)
Sambirejo is een bestuurslaag in het regentschap Nganjuk van de provincie Oost-Java, Indonesië. Sambirejo telt 4874 inwoners (volkstelling 2010).